# 삿포로시 교통국

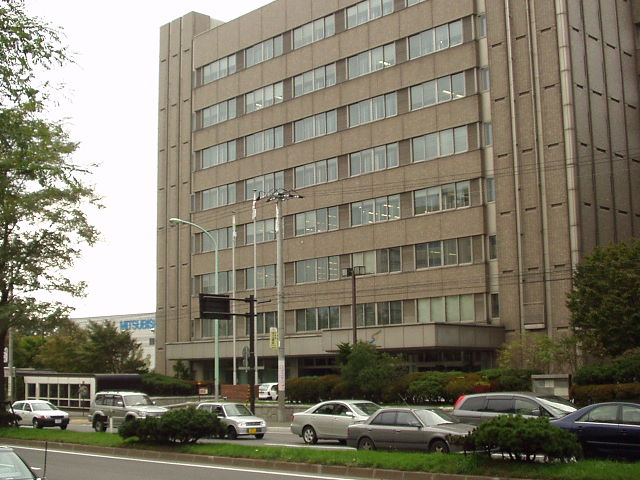
삿포로시 교통국 건물

삿포로시 교통국(일본어: 札幌市交通局 삿포로시코쓰쿄쿠[*], 영어: Sapporo City Transportation Bureau)는 홋카이도 삿포로시에서 교통 사업 등을 실시하는 지방 공기업이다.

## 사업
- 삿포로 시영 버스 (과거)
- 삿포로 시영 지하철
- 삿포로 시영 전차